# Rita Chirian
Rita Chirian (n. 20 mai 1982, Botoșani) este o poetă, eseistă și traducătoare română, profesoară de limba și literatura română la Colegiul Național „Gheorghe Lazăr" din Sibiu. Locuiește în Sibiu.

## Educație
A urmat studii universitare la Sibiu și Târgu Mureș.
Este doctor în Litere (2012), cu teza Sandalele lui Empedocle. Anatomia mutațiilor po(i)etice postcomuniste.

## Activitate literară
A debutat în 2006, cu volumul de poezii Sevraj.
A publicat în revistele: Cultura, Convorbiri literare, Cuvântul, Transilvania. Deține o rubrică permanentă de critică în revista Euphorion. Semnează cronici de carte în revista Vatra.
Începând din 2010, publică în revista Poesis International.
Textele scriitoarei sunt incluse în antologii de poezie, proză și critică literară, din țară și străinătate. Este prezentă în antologiile: Poeți laureați ai Premiului Național de Poezie „Mihai Eminescu” – OPERA PRIMA (1998-2008) (Editura Axa, Botoșani, 2010); Exerciții de neclintire. Antologia poeților laureați ai Premiului Național de Poezie „Mihai Eminescu” – OPUS PRIMUM (1999-2017) (Casa de Editură Max Blecher, Bistrița, 2017).
Apare în antologia 10X10. NĂSCUT ÎN ROMÂNIA (Editura Tracus Arte din București), imprimată în septembrie 2018, în 1000 de exemplare, din care 50 numerotate de către editor, cu un timbru de Mihai Zgondoiu. Antologia este un program de educație culturală, multiart și un program dedicat Centenarului Marii Uniri de la 1 decembrie 1918 prin dezvoltarea de abordări interculturale și multidisciplinare pentru două genuri de nișă.
O parte din poeziile sale au fost publicate în revista culturală Ramuri.
Grupaje de poeme au fost traduse în engleză, franceză, neerlandeză, germană, italiană, suedeză.
A tradus din limba franceză romanul Babylon Babies de Maurice G. Dantec (Polirom, 2009), Cartea fugilor de J.M.G. Le Clézio - laureat al Premiului Nobel pentru literatură, 2008 (Polirom, 2009) și studiul Biblia în lumina simbolului de Julien Behaeghel (Editura Paralela 45).
În aprilie 2017 a reprezentat România prin promovarea poeziei europene contemporane la Varșovia, în cadrul evenimentului cultural Poezia în oraș. Versiunea poloneză a versurilor românești a fost realizată de traducătoarea Joanna Kornaś-Warwas.
Colaborează cu scriitoarea Nora Iuga. La Editura Cartier a apărut în 2019 cartea scrisă de Nora Iuga Înainte ca ochiul să-și fi terminat privirea. Poeme alese de Rita Chirian.
A primit aprecieri critice din partea lui Octavian Soviany, Andrei Terian, Al. Cistelecan, Stelian Țurlea.

## Volume publicate
- Sevraj (poezie), Editura Vinea, București, 2006
- Poker face (poezie), Editura Vinea, București, 2010
- Asperger (poezie), Editura Cartea Românească, București, 2012[16]
- Casa fleacurilor (poezie), Casa de Editură Max Blecher, Bistrița, 2016[17]

## Premii
În 2007 a primit Premiul Național de Poezie „Mihai Eminescu” - Opus Primum, la Botoșani, pentru volumul de debut Sevraj.
Filiala Sibiu a Uniunii Scriitorilor din România i-a acordat Premiul pentru debut.l
A fost nominalizată pentru Premiul Tânărul Scriitor al anului 2016 în cadrul celei de-a șaptea ediții a Galei Tinerilor Scriitori, pentru Casa fleacurilor.